# عوينات (تكريت)
عوينات  منطقة زراعية على الشاطئ الغربي لنهر دجلة جنوب مدينة تكريت، وبينهما 10 كيلومترات، منطقة عوينات في مقاطعة عوينات رقم 1، تابعة لقضاء تكريت، في محافظة صلاح الدين وسط شمال العراق. حتى سنة 2010، كان في العوينات 9945 ساكناً، و مساحتها 9059 دونماً. وهي قرية ذات تراث متجذر وفيها آكام مدارس قديمة.

## معنى عوينات
قال جابر التكريتي وبهجت التكريتي في مقالهما (المواضع الجغرافية والتاريخية في تكريت) "وباب الاشتقاق في هذه الكلمة كثير، وهي مِن عَون ومنها المعاونة أي المساعدة، والعوانة لغةً هي النخلة الطويلة،  والعوان جمع عون وهي الأرض المطمورة، ومن جانب آخر ان اسم عوينات ربما له علاقة بحبة اللوبيا اليابسة التي تكثر زراعتها في المنطقة"،

## الجغرافية
عوينات في نطاق دجلة الثاني في السهل الرسوبي المسمى حزام (تكريت - عمارة)، تكوين منطقة عوينات من صخور طينية ورملية، وفق هذا التكوين طبقات حصوية متداخلة معها طبقات رقيقة من الرمل والغرين، تغطيها ترسبات جبسية، في عوينات تربة رسوبية مِن أجود أنواع الترب لزراعة أكثر المحاصيل، وفيها تربة أخرى جبسية تتطلب إدارة خاصة لزراعتها.

## خدمات

### مدارس
- مدرسة العوينات الابتدائية: وكان دهام بن إبراهيم الحسن قد عمل فيها حارساً، وهو أخو برزان ووطبان وسبعاوي من أبيهم إبراهيم الحسن.[8]
- إعدادية الكندي للبنات.[9]

## قبر العروس
قال إبراهيم فاضل الناصري في كتابه (مدن وقرى داثرة في بلاد مابين النهرين) "تل قبر العروس "موقع أثري في منطقة عوينات الزراعية الواقعة جنوبي قصبة تكريت وهو بأصله موقع أثري لبلدة كانت تدعى (أوينا أو أوانا) وهي إحدى قرى منطقة الطير هان المحسوبة على بيث كر ماي الآرامية التي أنجبت عدداً من أعلام السريانية مثل ربان مار سبر يشوع مؤسس دير بيث قوقا على الزاب الكبير وابن بهلول صاحب المعجم الشهير".